# Церква Вознесіння Господнього (Жабиня)
Церква Вознесіння Господнього у Жабині — парафія і храм греко-католицької громади Зборівського деканату Тернопільсько-Зборівської архієпархії Української греко-католицької церкви в селі Жабиня Тернопільського району Тернопільської области.

## Історія церкви
Церква перебудована з давнього невеликого оборонного замку, який слугував порохівнею та арсеналом зброї. Ця споруда, що належала до графських маєтків, була зведена у 1579—1585 роках. Церковні джерела вказують, що парафію і храм було засновано у 1636 році. До XVIII століття вони належали до Київської православної митрополії, потім увійшли в лоно УГКЦ, де залишалися до 1946 року. З 1987 року парафія була у складі РПЦ, а у 1991 році знову повернулася до УГКЦ.
У 1993 році інтер'єр церкви розписали народні умільці села Жабиня Василь Бойко та Марія Навосад. У 1995 році єпископську візитацію парафії здійснив єпископ Михаїл Колтун. На парафії діє недільна катехитична школа, яку веде Галина Ковбасюк. Також тут працюють спільнота «Матері в молитві», Вівтарна та Марійська дружини.
Парафіяни встановлювали кам'яні фігури та хрести протягом багатьох років, зокрема: дві фігури Матері Божої (1890), фігуру на честь скасування панщини (1848), постать святого Миколая (1881), а також кілька кам'яних хрестів (1938, 1891, 1890). Дерев'яні дубові хрести на перехрестях польових доріг оновлюються кожні 30-40 років. У 2007 році в селі збудували капличку «Матір Божа на руках з маленьким Ісусиком».

## Парохи
- о. Михайло (прізвище невідоме) (1636),
- о. Аполлінарій Левицький,
- о. Душинський,
- о. Петро Ляхович,
- о. Василь Прокопович,
- о. Іван Хромовський,
- о. Бонавентура Копертинський,
- о. Микола Янович,
- о. Лука Демчук,
- о. Микола Буряк,
- о. Йосип Федорик,
- о. Михайло Венгирак (1989—1991),
- о. Степан Зубко (1992—1995),
- о. Володимир Шевців (з 1995).